# Castelo de Ourique
O Castelo de Ourique é um antigo monumento militar, situado na vila de Ourique, na região do Alentejo, em Portugal. Foi construído durante a época muçulmana, no mesmo local onde poderá ter existido originalmente um castro. Durante o período da reconquista terá sido um importante posto militar, parte de uma rede de defesas a Norte das serras algarvias. Foi reconstruído entre os séculos XIII e XIV, mas nesta época já tinha perdido grande parte da sua importância, passando a servir apenas para a defesa da povoação. Os últimos vestígios da citadela foram demolidos na década de 1960, e no seu lugar foi instalado um miradouro e uma torre de água.

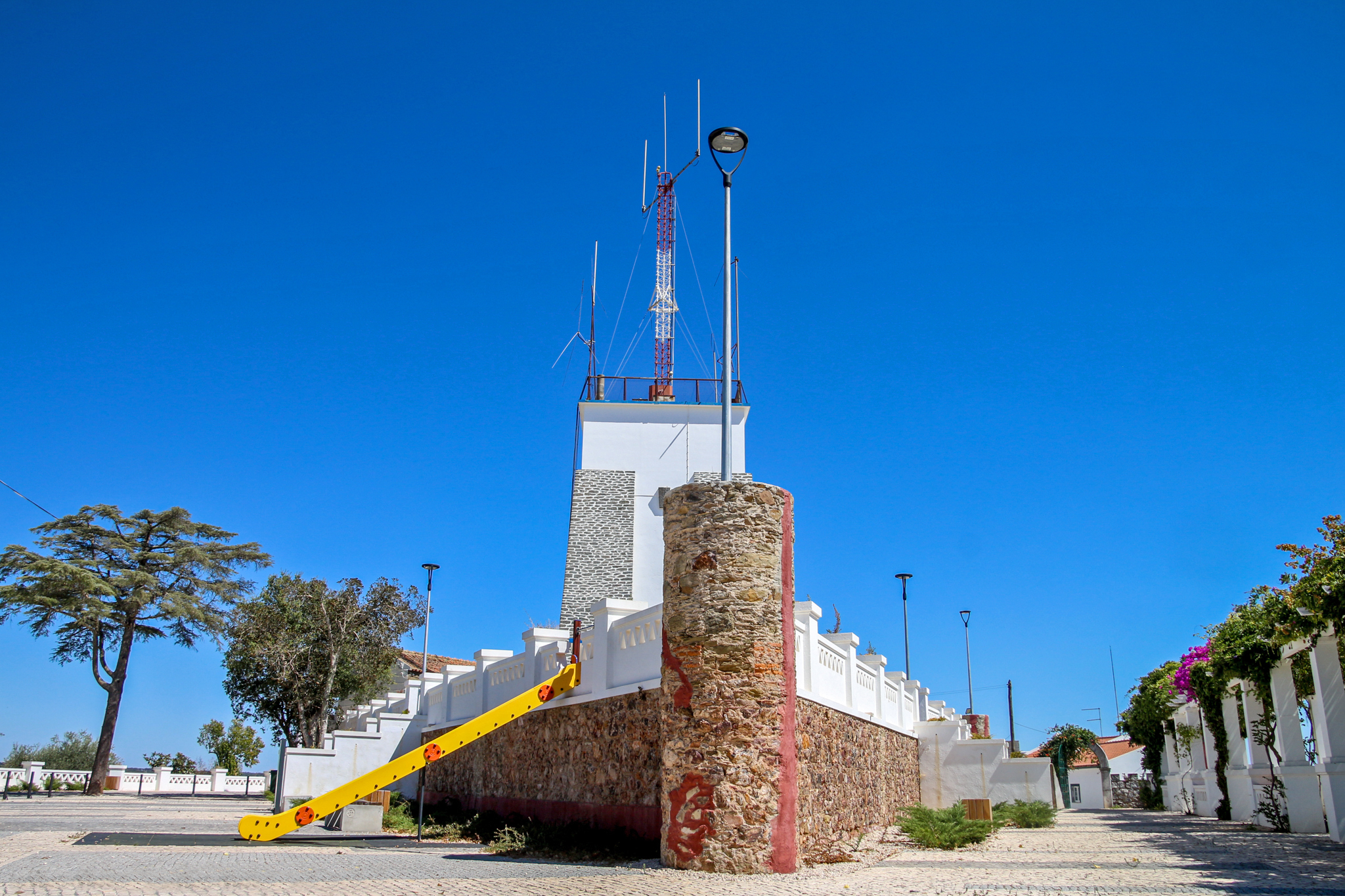
Vista geral do miradouro.

## Descrição
O conjunto do castelo era formado por dois elementos, uma cerca em redor da povoação, e uma citadela. A citadela estava situada no topo de uma colina com cerca de 245 m de altura, a Norte da povoação, e nas imediações da Igreja Matriz. Devido à falta de indícios, não é possível fazer uma reconstrução precisa de como era a citadela após ter sido reconstruída no século XIII, mas caso tivesse seguido os modelos comuns de fortalezas góticas, então poderá ter sido de planta oval, com uma torre de menagem anexada à muralha, junto da porta principal.
Não restaram quaisquer vestígios físicos do castelo em si, tendo o local sido depois ocupado pelo Miradouro de Ourique, espaço conhecido igualmente como Parque Frederico Ulrich ou Miradouro Ramiro Sobral. No seu interior encontra-se uma torre de água moderna, em cujo sítio poderá ter estado originalmente uma torre do castelo. A entrada do recinto apresenta uma porta em arco quebrado, que foi instalada aquando das obras do miradouro, no século XX. Destaca-se igualmente a estátua de D. Afonso Henriques, que comandou as forças cristãs contra os mouros na lendária Batalha de Ourique, em 1139. O acesso ao miradouro faz-se através da Rua da Academia Portuguesa de História.
Devido ao seu simbolismo em relação à história de Ourique, o miradouro é utilizado em vários eventos culturais organizados pela autarquia, tendo por exemplo albergado parte das comemorações da Batalha de Ourique em 2013, 2016, e em 2017. Em Dezembro de 2022, foi ali realizada a Feira do Livro de Ourique, como parte do programa infantil Castelo Encantado.

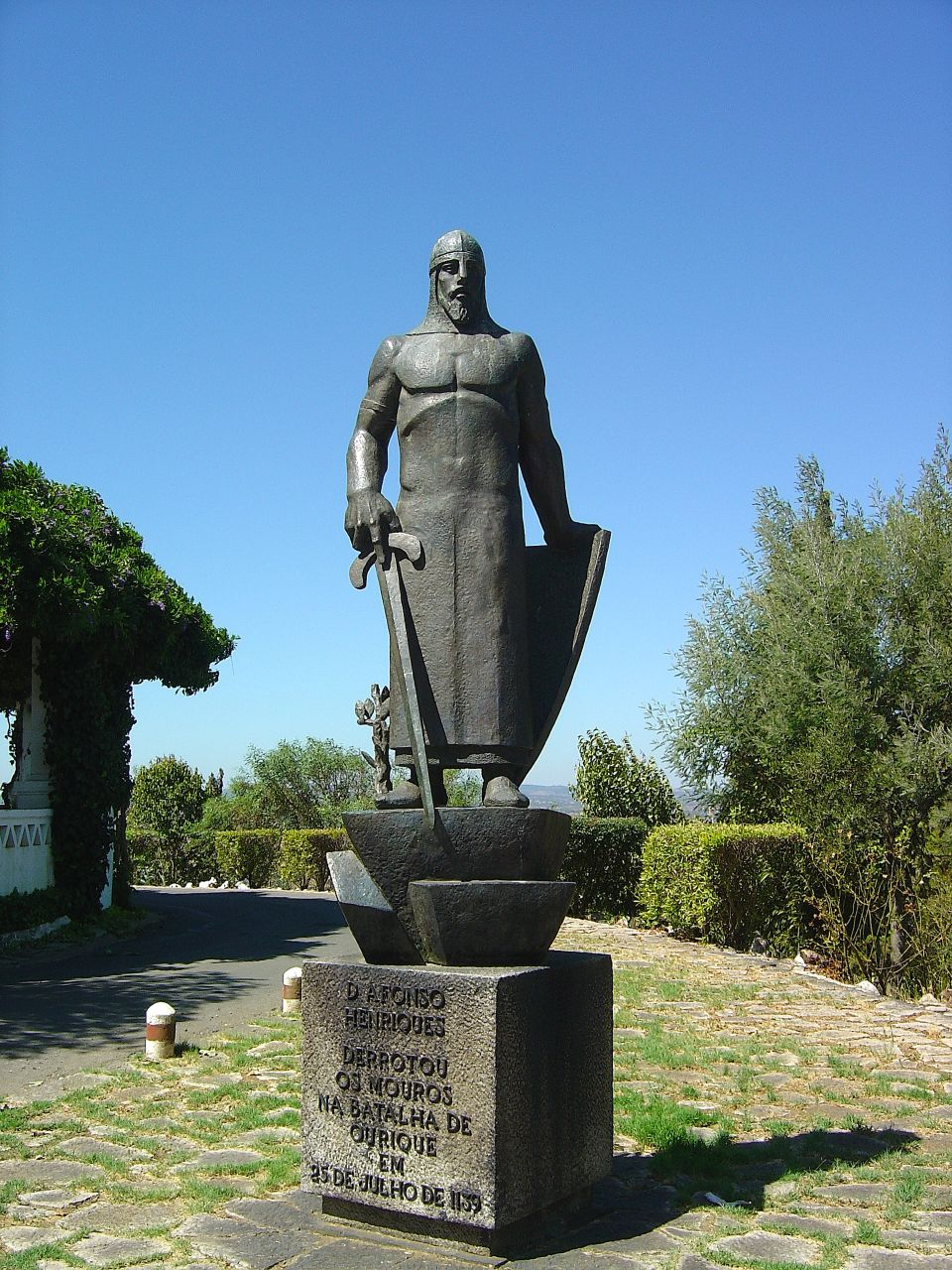
Estátua de D. Afonso Henriques.

## História

### Antecedentes
O local onde se erguia o castelo foi provavelmente ocupado anteriormente por um castro, que terá sido depois romanizado. Com efeito, na área de Ourique foram encontrados diversos vestígios de ocupação pré e proto-histórica, nomeadamente do Paleolítico, Calcolítico, e das idades do Bronze e do Ferro, e depois da era romana.

### Período islâmico e reconquista
O castelo em si foi construído durante o período de domínio islâmico na Península Ibérica. A povoação foi referida pela primeira vez por escritores árabes no século X, que mencionam que tinha um castelo rural, conhecido como Al-Riqa. Segundo estas fontes, o castelo foi instalado durante a época emiral - califal. Poderá ter sido edificado ainda no século IX, funcionando então como um castelo senhorial. Porém, a teoria que associava Al-Riqa à vila de Ourique foi criticada pela presidente da associação ORIK, Henrique Figueira, que afirmou em 2018 que «há um conjunto de confusões sobre a localização de Ourique, essa localidade referenciada nas crónicas islâmicas do século X como Al Riqa, que pode não ser aqui. Mas nós gostávamos de provar que poderia ter sido aqui».
Ao longo dos séculos XII e XIII, no contexto da reconquista cristã, mudou gradualmente de funções, passando a servir principalmente como defesa da área de Ourique, que então era de grande importância do ponto de vista comercial e militar, por se situar num eixo de ligação entre o Algarve e o vale do Rio Sado. Desta forma, estava integrado num sistema defensivo islâmico na zona a Norte da cordilheira algarvia, entre Odemira e Mértola, e do qual também fazia parte o Castelo de Cola, que provavelmente funcionaria como guarda avançada da fortaleza de Ourique.
Com efeito, devido à sua localização privilegiada, foi um dos principais focos durante as campanhas militares da reconquista, motivo pelos quais terá sido tomado e retomado várias vezes durante o conflito, sendo então considerado como uma atalaia defensiva. Poderá ter tomado parte na lendária Batalha de Ourique, em 25 de Julho de 1139. Foi definitivamente reconquistado no século XIII, sendo então integrado na Ordem de Santiago.

### Séculos XIV e XV
Embora tenha continuado a funcionar como um castelo após a reconquista, perdeu rapidamente importância devido à sua posição no interior do país, já que os principais pontos de defesa passaram a estar situados nos portos marítimos e na fronteira com Espanha. Por ordem de D. Dinis, foi alvo de obras de reconstrução entre os séculos XIII e XIV, período que coincide com a atribuição do foral a Vila Nova de Ourique, em 8 de Janeiro de 1290. Como parte deste processo, ganhou um novo papel do ponto de vista militar, passando a ser uma fortaleza estatal para a defesa da povoação, função que terá mantido até ao século XV.

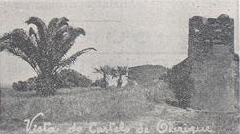
Fotografia das ruínas do castelo, publicada na obra Album Alentejano: Distrito de Beja, de 1931.

### Séculos XX e XXI
A citadela desapareceu totalmente, tendo os últimos vestígios sido demolidos na década de 1960. Foi também neste período que foi instalado no local um miradouro e um depósito de água, aproveitando os antigos muros da citadela como plataforma de suporte.
Em 16 de Março de 1973, a Secretaria de Estado da Instrução e Cultura propôs a classificação do castelo, e em 4 de Maio desse ano a Junta Nacional de Educação alvitrou que o monumento fosse protegido como Imóvel de Interesse Público. Ainda em 30 de Maio, o Secretário de Estado da Instrução e Cultura emitiu o despacho para a homologação da classificação. Porém, em 3 de Maio de 2010 a Direcção Regional de Cultura do Alentejo propôs que o processo para a classificação fosse encerrado, por considerar que já não restavam quaisquer vestígios físicos do castelo, tendo o arquivamento sido determinado pelo anúncio n.º 13417, de 23 de Agosto de 2012. Esta decisão foi fundada na impossibilidade de saber se os muros de suporte ao miradouro e na colina pertenciam à antiga citadela, ou se seriam simplesmente estruturas de apoio construídas para este fim, embora tenha deixado em aberto a possibilidade de futuros trabalhos arqueológicos poderem encontrar algumas ruínas do monumento.
Em 2018 o local onde se situava a citadela foi pela primeira vez alvo de trabalhos arqueológicos, com a finalidade de aprofundar os conhecimentos sobre o antigo monumento militar, e ao mesmo tempo obter mais dados no sentido de perceber as origens da vila em si, e se a famosa batalha de Ourique teria realmente sucedido nas imediações. Esta campanha foi organizada pela associação ORIK, com o apoio da autarquia e de entidades privadas, tendo sido coordenada pelo arqueólogo Jorge Vilhena, com a colaboração de Nuno Inácio e Helena Soares. Segundo Henrique Figueira, presidente da associação ORIK e técnico superior de História da autarquia de Ourique, estes trabalhos arqueológicos fizeram parte de um «projeto mais vasto, que abrange dois quilómetros à volta da zona que chamamos do Castelo. A cerca de 2,5 quilómetros de Ourique, há umas décadas, foi encontrado por Abel Viana aquilo que ele considerou, na época, ser um capacete celta de prata. Veio depois a saber-se que era uma taça cerimonial em prata, com 2500 anos». O vereador da Cultura, Joaquim Góis, vereador da Cultura, classificou esta campanha como «um projeto muito interessante para tentar saber o mais possível sobre a fundação de Ourique. É um trabalho que nunca foi feito», e explicou que apesar de não terem sido encontrados muitos vestígios antigos na colina do castelo, verificou-se que a área do centro histórico é muito mais rica neste sentido, tendo sido encontrados cerca de oitenta a noventa silos da Idade Média, alguns deles provavelmente do período muçulmano, numa rua que termina na colina.
Os trabalhos consistiram na abertura de várias sondagens, no topo da colina e nas vertentes. Segundo o arqueólogo Jorge Vilhena, durante as escavações também foi encontrado um muro de suporte ao talude no lado setentrional da colina, com cerca de 3 m de altura, e que foi construído em taipa. Neste local surgiram algumas peças dos séculos XVI e XVII, e sob o muro foram descobertos fragmentos de cerâmica do século XV, e uma moeda do século XVI, talvez do reinado de D. Manuel.

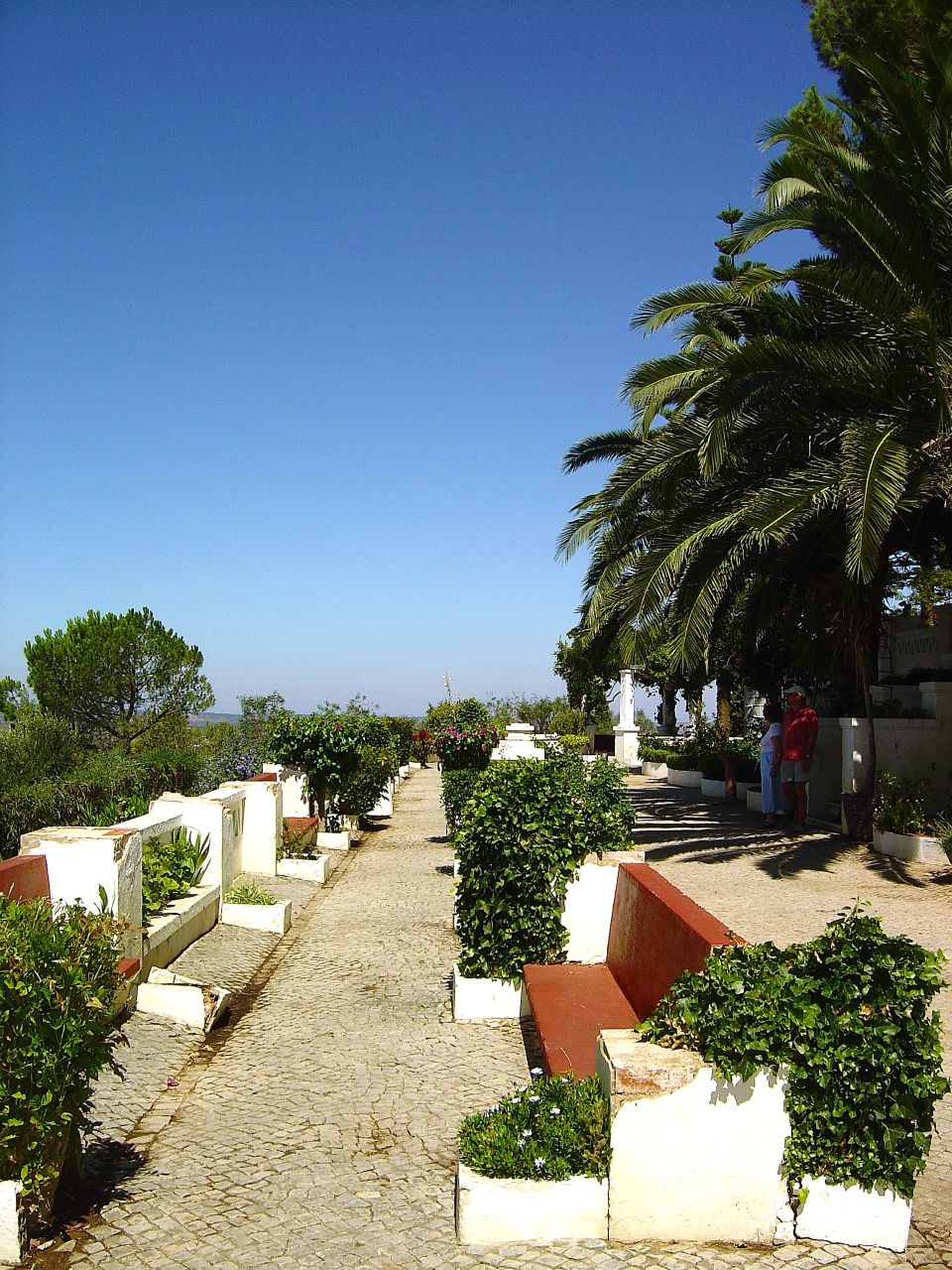
Vista parcial do miradouro, em 2017.